# William Fox Talbot

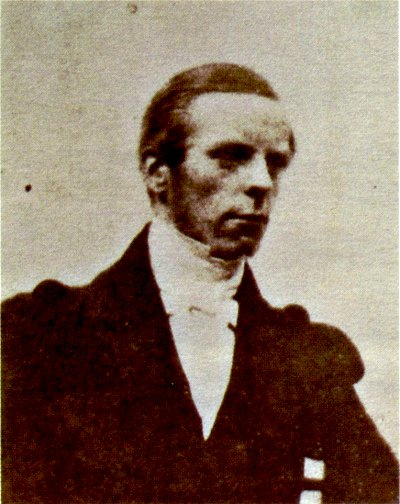
Retrato de un hombre por William Fox Talbot (1843). Colección fotográfica de la Galería Nacional de Victoria.

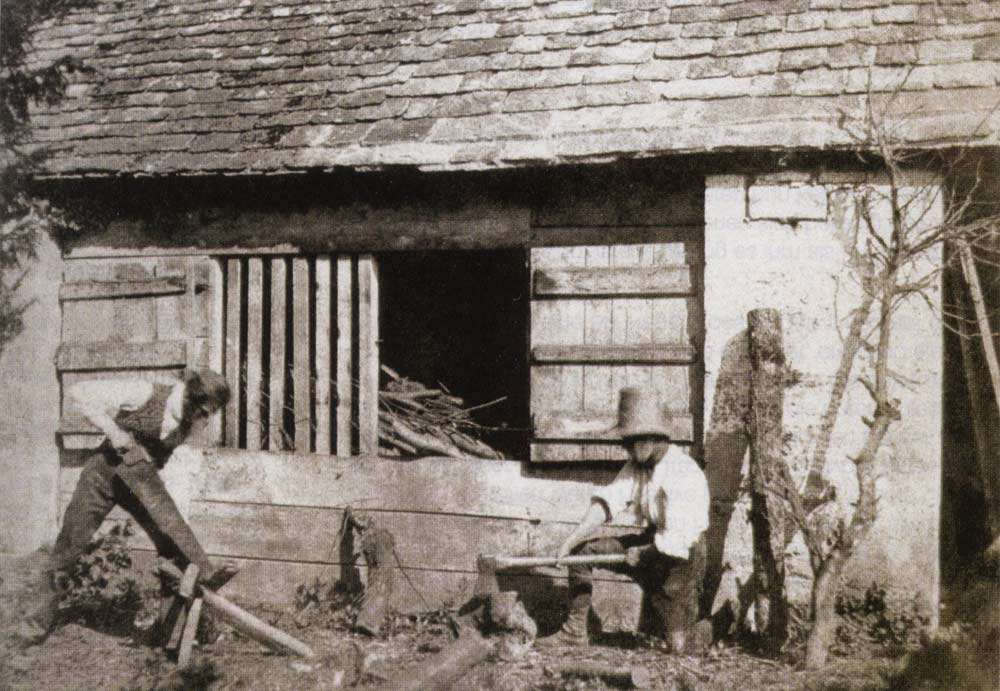
"Schreiner in Lacock" de 1842.

William Henry Fox Talbot (Dorset, 11 de febrero de 1800 - Lacock, 17 de septiembre de 1877) fue un fotógrafo,  inventor, arqueólogo, botánico, filósofo, filólogo, matemático y político británico. Fue miembro del Parlamento inglés. 
Creador del procedimiento del calotipo (del griego "kalos", que significa bello) método al que habían precedido sus dibujos fotogénicos que patentó en 1841. Fue uno de los pioneros de la fotografía, ya que creó un nuevo medio y, junto con ello, una nueva forma de ver la realidad.

## Inicios
Talbot fue el único hijo de William Davenport Talbot y de Lady Elisabeth Fox Strangways, hija del segundo conde de Ilchester. Talbot fue educado en Rottingdean , Harrow School y en el Trinity College de Cambridge, se graduó como duodécimo wrangler en 1821. Desde 1822 hasta 1872, presentó comunicaciones a la Real Sociedad, muchas de ellas sobre temas matemáticos. En un primer período comenzó investigaciones ópticas que luego dieron frutos en relación con la fotografía. Publicó para el Edinburgh Journal of Science en 1826 un documento sobre "Algunos experimentos con llamas de color"; para el Quarterly Journal of Science en 1827 un documento sobre "Luz monocromática"; y para revistas filosóficas documentos sobre temas químicos, entre ellos uno sobre "Los cambios químicos de color."

## El calotipo
De forma paralela a los trabajos de Niepce y Louis Daguerre, Talbot obtuvo los primeros resultados de sus investigaciones fotográficas en el año 1834, realizando una serie de imágenes de flores, hojas, telas, etc., por contacto de los objetos con la superficie sensibilizada, sin usar, por tanto, la cámara oscura. Talbot consiguió de esta manera imágenes en negativo que era capaz de fijar para impedir que la luz las hiciese desaparecer. A estas imágenes les otorgó el nombre de dibujos fotogénicos. 
El primer negativo fotográfico estricto, no por contacto, lo consiguió en 1835, de una celosía en su casa de Lacock, en Wiltshire. Este es, a día de hoy, el primer negativo conservado históricamente; y se considera la segunda fotografía de más antigüedad.
Tras estos logros comenzó a trabajar con la cámara oscura. En el año 1835 fijó su primer negativo en un tamaño muy pequeño, para el que necesitó una exposición de media hora. No avanzó mucho en los siguientes años, ya que solo fue capaz de generar imágenes pequeñas e imperfectas sobre papel y en negativo.
Al oír hablar del invento de Niepce y Daguerre se sintió estimulado para continuar sus investigaciones, a la vez que reclamó un reconocimiento público para su línea de investigación. Es por ello que dio a conocer sus logros a los medios científicos británicos, leyendo Michael Faraday ante la Royal Society de Londres una comunicación titulada "Algo sobre el dibujo fotogenico"  e incluso se los enseñó al político francés François Arago, quien pudo comprobar que estas imágenes imperfectas no podían ser comparadas a las realizadas por Daguerre.
Durante los años 1840 y 1841 introdujo mejoras importantes en sus investigaciones, razón por la cual dio a conocer públicamente su Calotipo, con el que se podían realizar copias innumerables de un único negativo.
Las imágenes positivas obtenidas mediante el Calotipo son poco nítidas, oscuras y carecen de una escala de grises, a diferencia del Daguerrotipo. Sin embargo, resulta ser un procedimiento más económico y más fácil de utilizar, requiriendo además de un tiempo de exposición de unos treinta segundos.
A Talbot se debe también la publicación del primer libro ilustrado con fotos de la historia. Titulado El lápiz de la naturaleza, 1844, resulta ser una biografía de su autor escrita para presentarnos su invento. Las fotos que incluye están pegadas a las páginas del libro.

## Eponimia
- El cráter lunar Talbot lleva este nombre en su memoria.[2]
- El asteroide (3151) Talbot también conmemora su nombre.[3]